# Жан I (граф Вандома)
Жан I де Прёйли (фр. Jean Ier de Preuilly; не позднее 1120 — 1182) — граф Вандома в 1137—1080 годах. Сын Жоффруа III Гризгонеля и Матильды (Маго) де Шатоден.

## Биография
С 1137 года управлял Вандомом в отсутствие отца, отправившегося в Палестину. После его смерти (1145) — граф.
Вместе со своим сюзереном графом анжуйским Генрихом Плантагенетом (ставшим королём Англии) воевал с французским королём Людовиком VII Молодым.
В 1161 году граф Тибо V де Блуа захватил плохо укреплённый город Вандом и осадил его замок. Но Жан I с помощью подошедших на подмогу анжуйских войск заставил его снять осаду.
В 1170 году в Вандоме произошла встреча королей, завершившаяся заключением перемирия.
В 1173 году разразился конфликт между Генрихом II Плантагенетом и его сыновьями. В этой борьбе Жан I поддерживал короля, а его наследник Бушар — юных принцев. Вскоре сыновья подчинились Генриху II, и мятеж прекратился.
В 1176 году Жан I изгнал монахов из вандомского монастыря Трините, за что был отлучён от церкви Жаном Солсбери, епископом Шартра. Чтобы заслужить прощение, в 1180 году отправился в Крестовый поход. На обратном пути в 1182 году умер в бенедиктинском монастыре Шарите-сюр-Луар.

## Брак и дети
Первая жена — Берта дю Пюи-дю-Фу. Дети:
- Бушар IV (ум. 1202)
- Ланцелин (ум. до 1195)
- Маго (Матильда) (ум. 1214), муж — Генрих Бретонский, граф де Генган и де Трегье.
- Матильда (до 1139 - февраль 1199), жена Гуго II, сеньора д'Амбуаз.

Вторая жена (1147) — Ришильда, дочь и наследница Эмери Гемара (ум. ок. 1130), сеньора де Лаварден. Дети:
- Жоффруа (ум. 1222 или позже), в 1202—1211 опекун своего внучатого племянника Жана II де Вандома
- Бартелеми де Вандом (ум. 15 октября 1206) - диакон в Туре, с 1174 архиепископ Тура.

Старший сын Жана I Бушар был женат на Агате де Лаварден - сестре своей мачехи. Это позволило ему после смерти отца объединить в своих руках всю сеньорию Лаварден.